# Lijst van voetbalinterlands Niger - Somalië
Deze lijst van voetbalinterlands is een overzicht van alle officiële voetbalwedstrijden tussen de nationale teams van Niger en Somalië. De Afrikaanse landen speelden tot op heden vijf keer tegen elkaar. De eerste ontmoeting, een kwalificatiewedstrijd voor het Wereldkampioenschap voetbal 1982, werd gespeeld op 16 juli 1980 in Niamey. Het laatste duel, een vriendschappelijke wedstrijd, vond plaats op 14 oktober 2023 in Mohammedia (Marokko).

## Wedstrijden
| № | Plaats      | Datum           | Competitie           | Wedstrijd       | Uitslag |
| - | ----------- | --------------- | -------------------- | --------------- | ------- |
| 1 | Niamey      | 16 juli 1980    | WK 1982 kwalificatie | Niger − Somalië | 0 − 0   |
| 2 | Mogadishu   | 27 juli 1980    | WK 1982 kwalificatie | Somalië − Niger | 1 − 1   |
| 3 | Addis Abeba | 9 oktober 2015  | WK 2018 kwalificatie | Somalië − Niger | 0 − 2   |
| 4 | Niamey      | 13 oktober 2015 | WK 2018 kwalificatie | Niger − Somalië | 4 − 0   |
| 5 | Mohammedia  | 14 oktober 2023 | Vriendschappelijk    | Niger − Somalië | 3 − 0   |

## Samenvatting
| Competitie        | Totaal gespeeld | Winst Niger | Gelijk | Winst Somalië | Doelsaldo Niger – Somalië |
| ----------------- | --------------- | ----------- | ------ | ------------- | ------------------------- |
| WK-kwalificatie   | 4               | 2           | 2      | 0             | 7 − 1                     |
| Vriendschappelijk | 1               | 1           | 0      | 0             | 3 − 0                     |
| Totaal            | 5               | 3           | 2      | 0             | 10 − 1                    |

FNF · Nigerees vrouwenelftal
Interlands
Tegenstander:
Algerije ·
Angola ·
Benin ·
Botswana ·
Burkina Faso ·
Burundi ·
Congo-Brazzaville ·
Congo-Kinshasa ·
Djibouti ·
Egypte ·
Equatoriaal-Guinea ·
Ethiopië ·
Gabon ·
Gambia ·
Ghana ·
Guinee ·
Ivoorkust ·
Kaapverdië ·
Kameroen ·
Lesotho ·
Liberia ·
Libië ·
Madagaskar ·
Mali ·
Marokko ·
Mauritanië ·
Mozambique ·
Namibië ·
Nigeria ·
Oeganda ·
Oekraïne ·
Senegal ·
Sierra Leone ·
Soedan ·
Somalië ·
Swaziland ·
Tanzania ·
Togo ·
Tsjaad ·
Tunesië ·
Zambia ·
Zuid-Afrika
SFF · A-internationals
1970-1979 ·
1980-1989 ·
1990-1999 ·
2000-2009 ·
2010-2019 ·
2020-2029
1972 ·
1973 · 
1974 · 
1975 · 
1976 · 
1977 · 
1978 · 
1979 ·
1980 · 
1981 ·
1982 · 
1983 · 
1984 · 
1985 · 
1986 · 
1987 ·
1988 ·
1989 ·
1990 ·
1991 ·
1992 ·
1993 ·
1994 · 
1995 · 
1996 ·
1997 ·
1998 ·
1999 · 
2000 · 
2001 · 
2002 · 
2003 · 
2004 · 
2005 · 
2006 · 
2007 · 
2008 · 
2009 · 
2010 · 
2011 · 
2012 ·
2013 ·
2014 ·
2015 ·
2016 ·
2017 ·
2018 ·
2019 ·
2020 ·
2021 ·
2022 ·
2023
Algerije ·
Botswana ·
Burundi ·
China ·
Djibouti ·
Egypte ·
Eritrea ·
Ethiopië ·
Ghana ·
Guinee ·
Kameroen ·
Kenia ·
Libanon ·
Malawi ·
Marokko ·
Mauritanië ·
Mozambique ·
Niger ·
Oeganda ·
Oman ·
Rwanda ·
Sierra Leone ·
Soedan ·
Swaziland ·
Tanzania ·
Tunesië ·
Zambia ·
Zimbabwe ·
Zuid-Soedan